# Cladura fuscivena
Cladura fuscivena är en tvåvingeart som beskrevs av Alexander 1955. Cladura fuscivena ingår i släktet Cladura och familjen småharkrankar. Inga underarter finns listade i Catalogue of Life.